# Бакстер, Иэн (кёрлингист)
Иэ́н Ба́кстер (англ. Iain Baxter; 4 декабря 1948, Корсторфин — 29 июля 2015, Эдинбург) — шотландский кёрлингист.
В составе мужской сборной Шотландии участник двух чемпионатов мира (лучший результат — серебряные призёры в 1971), чемпионата Европы 1978 (заняли четвёртое место). Двукратный чемпион Шотландии среди мужчин, чемпион Шотландии среди смешанных команд. В составе мужской сборной Шотландии участник двух  чемпионатов мира (лучший результат — бронзовые призёры в 2003). Двукратный чемпион Шотландии среди ветеранов.
Играл на позициях третьего и четвёртого. Несколько сезонов был скипом команды.

## Достижения
- Чемпионат мира по кёрлингу среди мужчин: серебро (1971).
- Чемпионат Шотландии по кёрлингу среди мужчин: золото (1971, 1978).
- Чемпионат Шотландии по кёрлингу среди смешанных команд: золото (1978), серебро (1982).
- Чемпионат мира по кёрлингу среди ветеранов: бронза (2003).
- Чемпионат Шотландии по кёрлингу среди ветеранов: золото (2002, 2003).

## Команды
| Сезон                          | Четвёртый        | Третий          | Второй          | Первый          | Запасной             | Турниры                       |
| ------------------------------ | ---------------- | --------------- | --------------- | --------------- | -------------------- | ----------------------------- |
| 1970—71                        | Джеймс Сандерсон | Уилли Сандерсон | Иэн Бакстер     | Колин Бакстер   |                      | ЧШМ 1971 · ЧМ 1971            |
| 1977—78                        | Джеймс Сандерсон | Иэн Бакстер     | Уилли Сандерсон | Колин Бакстер   |                      | ЧШМ 1978 · ЧМ 1978 (5 место)  |
| 1978—79                        | Джеймс Сандерсон | Иэн Бакстер     | Колин Бакстер   | Уилли Сандерсон |                      | ЧЕ 1978 (4 место)             |
| 2001—02                        | Иэн Бакстер      | James Muir      | Sandy Brown     | Harry Ferguson  | Andrew Hepburn (ЧМВ) | ЧШВ 2002 · ЧМВ 2002 (5 место) |
| 2002—03                        | Иэн Бакстер      | James Muir      | Sandy Brown     | Harry Ferguson  | Andrew Hepburn (ЧМВ) | ЧШВ 2003 · ЧМВ 2003           |
| Кёрлинг среди смешанных команд |                  |                 |                 |                 |                      |                               |
| 1977—78                        | Джимми Сандерсон | Джейн Сандерсон | Иэн Бакстер     | Helen Baxter    |                      | ЧШСК 1978                     |
| 1981—82                        | Иэн Бакстер      | Christine Wood  | Jimmy Wood      | Helen Baxter    |                      | ЧШСК 1982                     |

(скипы выделены полужирным шрифтом)

## Частная жизнь
Его брат Колин, отец Бобби и мать Мэйбл тоже были кёрлингистами; Иэн с Колином долгое время играли в одной команде.